# Waaier (ventilatie)

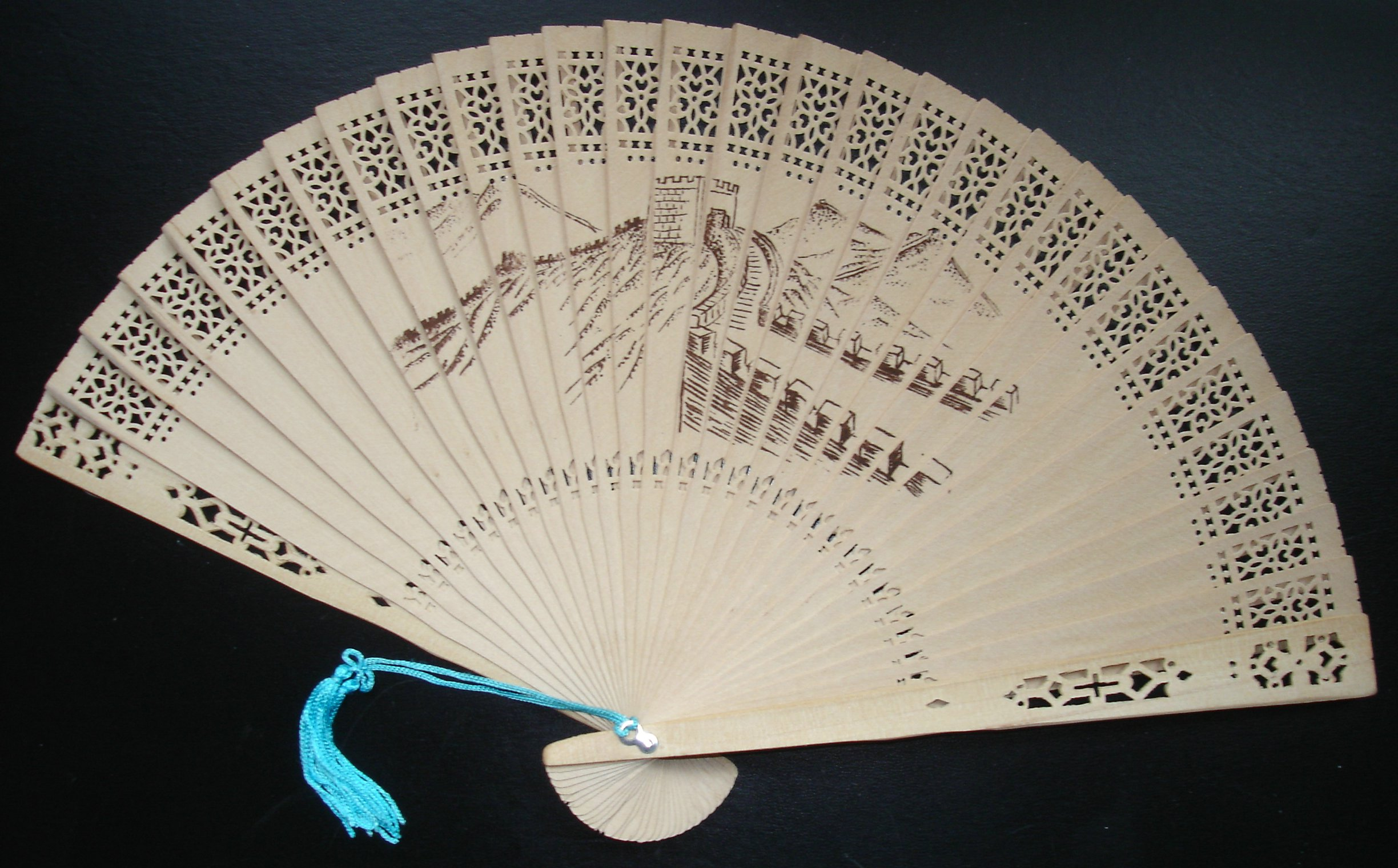
Een waaier

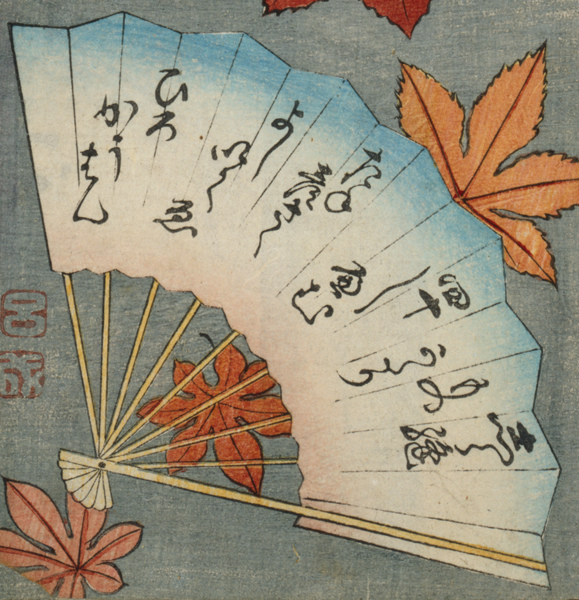
19e-eeuwse afbeelding van een Japanse waaier

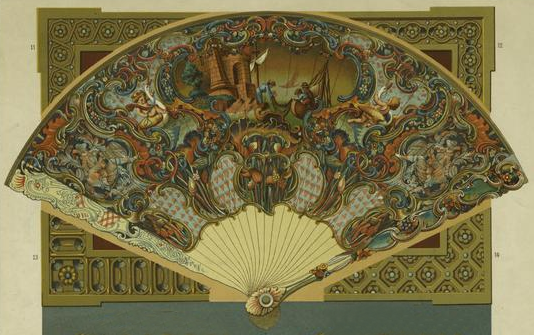
18e-eeuwse Franse waaier

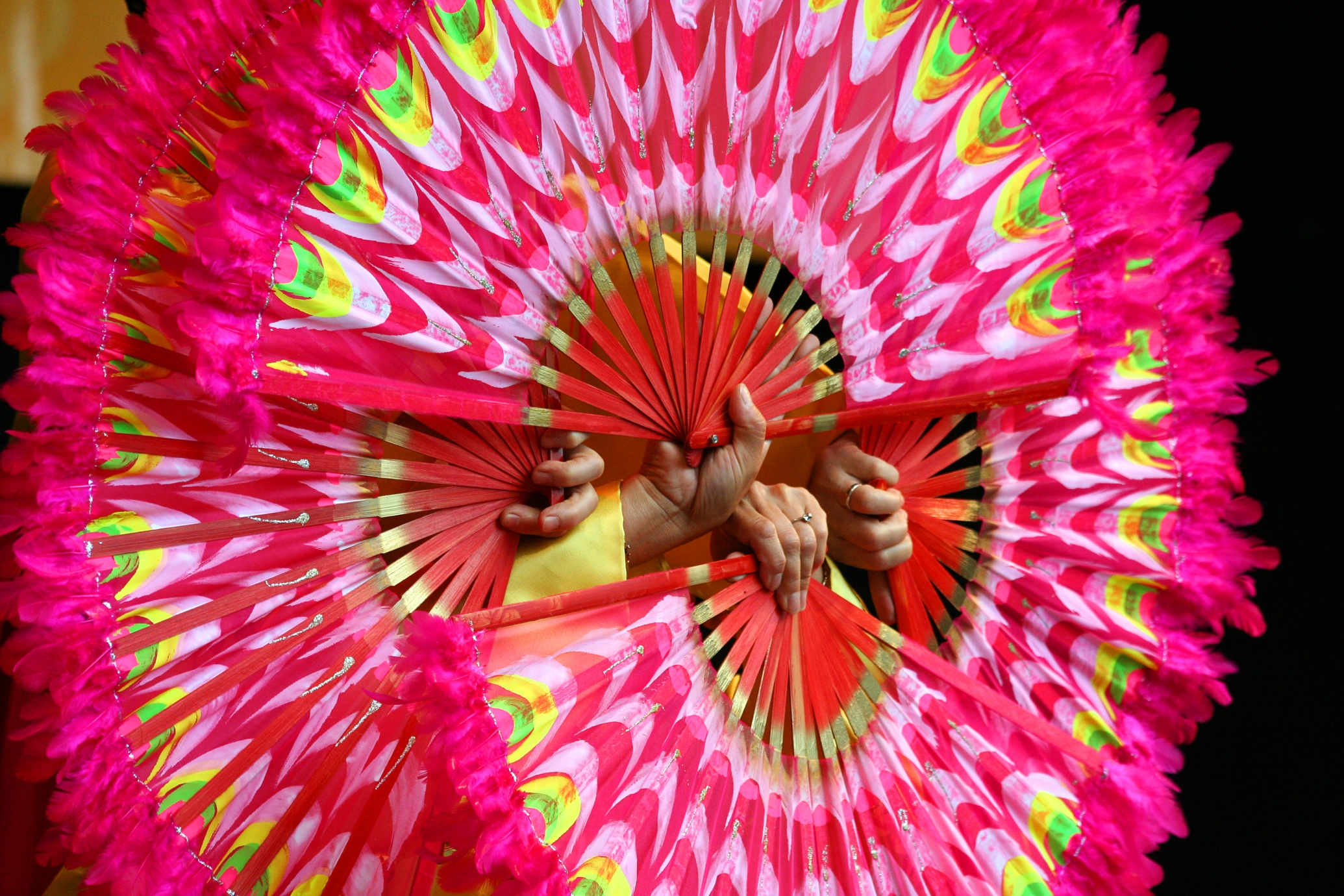
Aziatische waaierdans

Een waaier is een klein instrument, dat men manueel bedient om zich koelte toe te wuiven.

## Anatomie
De waaier bestaat uit losse fragmenten die verbonden zijn aan een zijde. De rest wordt bijeen gehouden door textiel of een ander materiaal dat geen wind doorlaat. Door de waaier te richten naar het gezicht, ontstaat er door beweging een tocht.
De vorm van de waaier is te vergelijken met die van een opengespreide pauwenstaart.

## Geschiedenis
Een waaier wordt al eeuwenlang door dames gebruikt om zich onopvallend wat af te koelen: veel vrouwen waren in het verleden ingesnoerd en droegen vele rokken en accessoires. Zij benutten een waaier tevens om discreet en elegant hun rijkdom te tonen. Veel waaiers waren versierd en waren kostbare objecten. Vaak werden ze vervaardigd uit dure stoffen zoals zijde, fluweel, satijn, batist, linnen, kant, perkament, papier, been, pluimen, ivoor, albast, zilver, goud, hout en parelmoer. De afwerking bestond uit kleine details, van een strik of borduursel tot zelfs diamanten en edelstenen. Soms was een waaier onderdeel van een parure, zoals bij de Mellerio-parure het geval is.
In Japan tijdens de Edoperiode werd de waaier kunstzinnig beschilderd en groeide uit tot grote kunst.

## Sociale functie
Waaiers werden gebruikt als communicatiemiddel, om aandacht te trekken en waren een instrument in de kunst van het verleiden. Zo konden discreet signalen worden doorgegeven. Door de waaier in een bepaalde positie te houden, kon men geheime spelletjes spelen.
Door de stand van de waaier ten opzichte van het lichaam kon een dame boodschappen uitzenden:
- de waaier tegen de rechterschouder drukken betekende iemand helemaal niet moeten
- het rechteroog met de waaier aanraken betekende dat zij zo snel mogelijk een afspraakje wilde maken
- door beide ogen met een waaier te bedekken gaf zij te kennen dat ze van iemand houdt
- de waaier tegen het linkeroor aandrukken betekende dat zij niet wou dat geheimpjes werden prijsgegeven

In waaierdansen vormden waaiers een onvervangbaar attribuut.

## Hedendaags gebruik
In Spanje is de waaier (el abanico) nog steeds populair en een veelgebruikt attribuut (bijvoorbeeld in de Flamenco). De waaier wordt ook gebruikt tijdens Pansori-optredens.

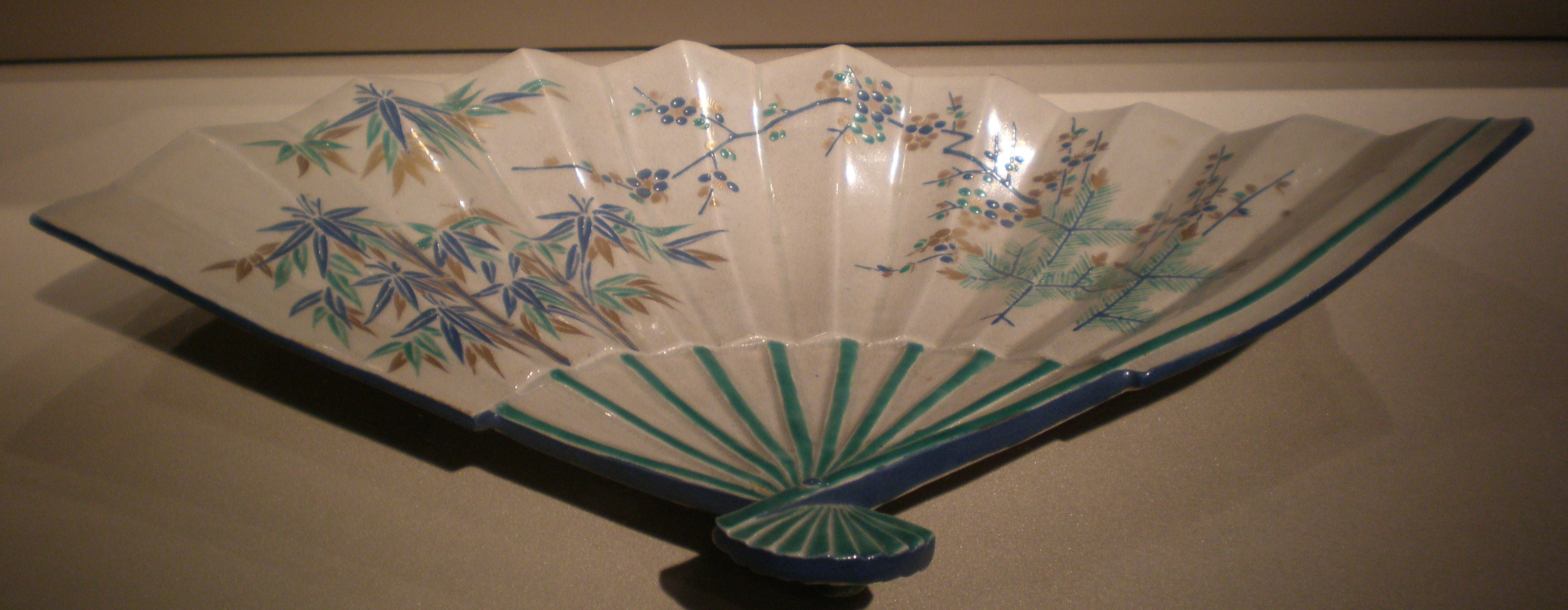
Bord in de vorm van een waaier, Asian Art Museum, San Francisco

## Collectie
De Amsterdamse historicus Isa van Eeghen bouwde tijdens haar leven een verzameling op van zo'n duizend exemplaren, die in 1997, een jaar na haar overlijden, werd overgedragen aan het Koninklijk Oudheidkundig Genootschap. Ook de collectie van Felix Tal (ong. 150 stuks) kwam via de gemeente Velsen in 2010 terecht bij het KOG, dat nu beschikt over de grootste verzameling waaiers in Nederland.